# Macroscelides micus
Macroscelides micus  (лат.) — вид млекопитающих из семейства прыгунчиковых (Macroscelididae), известный исключительно с галечной равнины плато Этендека (северо-запад Намибии). Длина Macroscelides micus составляет около 19 см вместе с хвостом, а вес — 28 г, и таким образом это самый миниатюрный вид в семействе прыгунчиковых. В настоящее время M. micus можно отнести к числу редких и исчезающих видов.

## Описание
Macroscelides micus является самым маленьким известным прыгунчиковым. Форма тела похожа на мышиную, ноги длинные тонкие. Шерсть бурого цвета с красноватым оттенком, который помогает маскироваться в породах вулканического происхождения, характерных для местообитания этого вида. Характерными особенностями M. micus являются большие голова и глаза, а также толстый хвост, примерно треть которого занимает крупная железа, функция которой неизвестна.
Некоторые виды прыгунчиковых моногамны и выбирают себе пару на всю жизнь. Для вида M. micus это пока не известно. Они часто рождаются двойнями, способны самостоятельно передвигаться с рождения. M. micus не роют норы, а спят в кустах. Они используют свой длинный хоботок, чтобы охотиться на наземных насекомых.

## Открытие и описание в качестве нового вида
Первый экземпляр Macroscelides micus был обнаружен среди коллекции прыгунчиков, собранной в 2006 году и хранящейся в Калифорнийской академии наук. От других экземпляров он отличался красноватой окраской шерсти. Генетические исследования показало отличие этого экземпляра, но для подтверждения вывода о его видовой самостоятельности нужны были дополнительные доказательства. Руководитель программы изучения млекопитающих из Калифорнийской академии наук Джон Дамбакер вместе с другими исследователями и экспертами из Национального музея Намибии и Министерства охраны окружающей среды и туризма Намибии в течение нескольких лет девять раз ездили в пустыню Намиб, где устанавливали ловушки с приманкой из арахисового масла, овса и пасты Marmite. В общей сложности был пойман 21 прыгунчик, из которых только 15 принадлежали к новому виду. В исследовании были использованы материалы из других коллекций в Виндхуке, Претории, Лондоне, Лос-Анджелесе и Сан-Франциско.

Если бы наши коллеги не собрали те первые бесценные образцы, мы бы никогда не поняли, что это на самом деле новый вид, поскольку различия между этим и всех другими известными видами короткоухих прыгунчиков очень тонкие. Ещё несколько музейных коллекций сыграли важную роль в том, что мы смогли убедиться, что имеем дело действительно с новым для науки видом. Несмотря на незначительные внешние отличия, Macroscelides micus хорошо отличается от других видов этого рода по структуре ДНК. Нам крайне приятно осознавать, что на Земле все ещё существуют уголки, где живут неизвестные для нас виды млекопитающих и где новые открытия ждут встречи с зоологами.
Оригинальный текст (англ.)Had our colleagues not collected those first invaluable specimens, we would never have realized that this was in fact a new species, since the differences between this and all other known species are very subtle. Several museum collections were instrumental in determining that what we had was truly new to science, highlighting the value of collections for this type of work. Genetically, Macroscelides micus is very different from other members of the genus and it’s exciting to think that there are still areas of the world where even the mammal fauna is unknown and waiting to be explored.

Дамбакер вместе с коллегами планирует вернуться в Намибию, чтобы продолжить изучение этого вида и с помощью радиодатчиков выяснить их пищевые привычки и особенности повседневной жизни, для оценки того, какие угрозы животному несут человек и изменение климата.

## Родственные виды
Ареал Macroscelides micus перекрывается с ареалом Macroscelides flavicaudatus, но морфологически и генетически эти два вида отличаются. В исследовании, где был впервые описан M. micus, не было найдено подтверждений наличия потока генов или скрещивания между популяциями этих двух видов. Кроме того, указанные виды занимают разных биотопы. Macroscelides micus обитает в галечных равнинах у подножья холмов и гор в плато Этендека, в то время как M. flavicaudatus — среди осадочных отложений речных долин и Авахабских вулканических выбросов (Awahab Outliers).
Ареал M. micus не перекрывается и с ареалом в Macroscelides proboscideus. Анализ при помощи метода максимального правдоподобия на основании нуклеотидных последовательностей четырёх генов показал, что M. proboscideus и M. flavicaudatus являются родственными видами, а M. micus филогенетически более далёк.

## Возможнаясинонимия
Некоторые затруднения для присвоения вновь открытому виду названия Macroscelides micus вызывает наличие загадочного вида Macroscelides melanotis, описанного в 1838 году Уильямом Огилби по единственному экземпляру из Дамараленда. Во времена Огилби под этим названием был известен обширный регион северной Намибии между 19° и 23° Южной широты. Все современные находки Macroscelides micus, согласно работе Дамбакера с соавторами (2014), приходятся на 20,168° — 20,727° Южной широты, то есть полностью включены в обширную типовую территорию Macroscelides melanotis. Если название, данное Огилби, относится именно к этому виду, то тогда оно должно считаться старшим синонимом, и по правилам зоологической номенклатуры вновь описанный вид должен называться именно так.
Дамбакер и соавторы рекомендуют рассматривать M. melanotis как nomen dubium (сомнительное название) по трём причинам:
1. Данные по голотипу M. melanotis, хранящемуся в Британском музее, бедны и неполны. Тушка в плохом состоянии, большая часть черепа отсутствует. Правила Британского музея не позволяют проводить исследования ДНК голотипов, приводящих хотя бы к частичному разрушению образца. В результате тип M. melanotis, по мнению Дамбакера с соавторами, бесполезен для таксономических сопоставлений.
2. В настоящее время голотип не соответствует описанию, приводимому Огилби в его работе 1838. В частности, современные исследователи не обнаружили «бледной, красновато-коричневой окраски груди (pale, reddish brown chest color)»
3. Название M. melanotis имеет запутанную историю использования. В том числе оно применялось к животным, заведомо не относящимся к вновь описанному виду.

В результате Дамбакер с соавторами приходят к выводу, что «статус М. melanotis является неопределенным и, следовательно, представляет собой потенциальную угрозу для таксономической стабильности», поэтому они рекомендуют рассматривать его как nomen dubium, то есть как сомнительное название.